# The Stars Beneath My Feet (2004-2021)
The Stars Beneath My Feet (2004-2021) è il primo album raccolta del cantautore britannico James Blunt, pubblicato il 19 novembre 2021 per l'etichetta discografica Atlantic Records.

## Descrizione
La compilation, uscita nel novembre 2021, si compone di due dischi da quindici tracce ognuno, contenenti i principali successi del cantautore, dalle hit degli esordi come You're Beautiful a brani più recenti come Cold, con l'aggiunta di esecuzioni dal vivo e quattro canzoni inedite, ossia Love Under Pressure, Unstoppable, Adrenaline e I Came for Love.

## Promozione
Dal disco sono stati estratti i due singoli Love Under Pressure e Unstoppable, usciti antecedentemente la pubblicazione della raccolta, rispettivamente il 10 settembre e il 29 ottobre 2021. Il 4 febbraio 2022 è stato poi pubblicato un ulteriore singolo, l'inedito Adrenaline.

## Tracce

### CD 1
1. Love Under Pressure – 2:45 (James Blunt, Jack Savoretti)
2. 1973 – 4:39 (James Blunt, Mark Batson)
3. Wisemen – 3:43 (James Blunt, Sacha Skarbek, Jimmy Hogarth)
4. Same Mistake – 4:58 (James Blunt)
5. You're Beautiful – 3:33 (James Blunt, Sacha Skarbek, Amanda Ghost)
6. Monsters – 4:20 (James Blunt, Amy Wadge, Jimmy Hogarth)
7. Tears and Rain – 4:04 (James Blunt, Guy Chambers)
8. Bonfire Heart – 3:56 (James Blunt, Ryan Tedder)
9. I Really Want You (Live in New York) – 3:35 (James Blunt)
10. The Truth – 3:42 (James Blunt, Cleo Tighe, Steve Robson)
11. Heart to Heart – 3:26 (James Blunt, Daniel Parker, Daniel Omelio)
12. Champions – 3:13 (James Blunt, Dan Priddy, Danny Parker, Mozella, Mark Crew)
13. Postcards – 4:44 (James Blunt, Wayne Hector, Steve Mac)
14. No Bravery (Live in London) – 3:48 (James Blunt, Sacha Skarbek)
15. Adrenaline – 2:56 (James Blunt, Patrick Jordan-Patrikios, Hanni Ibrahim, Nick Bradley)

### CD 2
1. Smoke Signals – 3:42 (James Blunt, Danny Parker)
2. Unstoppable – 3:27 (James Blunt, Andrew Jackson, Mark Crew)
3. Goodbye My Lover – 4:17 (James Blunt, Sacha Skarbek)
4. Coz I Love You (Live at Glastonbury) – 5:34 (Naville Holder, James Lea)
5. So Long, Jimmy – 4:25 (James Blunt, Jimmy Hogarth)
6. Carry You Home – 3:54 (James Blunt, Max Martin)
7. The Greatest – 3:11 (James Blunt, Nate Cyphert, Steve Robson)
8. High – 4:03 (James Blunt, Ricky Ross)
9. Don't Give Me Those Eyes – 4:04 (James Blunt, Ryan Tedder, Zach Skelton)
10. OK (Robin Schulz feat. James Blunt) – 3:10 (James Blunt, Robin Schulz)
11. Stay the Night – 3:32 (James Blunt, Bob Marley, Steve Robson, Ryan Tedder)
12. Bartender – 3:13 (James Blunt, Teddy Geiger, Steph Jones, Daniel Parker)
13. Cold – 3:29 (James Blunt, Cleo Tighe, Steve Robson)
14. Where Is My Mind? (Live in Paris) – 3:48 (Black Francis)
15. I Came for Love – 3:02 (James Blunt, Steve Robson, Nick Bradley)

## Classifiche
| Classifica (2021) | Posizione massima |
| ----------------- | ----------------- |
| Australia         | 45                |
| Austria           | 13                |
| Belgio (Fiandre)  | 38                |
| Belgio (Vallonia) | 39                |
| Francia           | 61                |
| Germania          | 12                |
| Irlanda           | 41                |
| Regno Unito       | 9                 |
| Svizzera          | 12                |
| Ungheria          | 6                 |